# 布伦丹·欧文
布伦丹·欧文（英語：Brendan Irvine，1996年5月17日—），爱尔兰男子拳击运动员。他曾代表爱尔兰参加2018年英联邦运动会拳击比赛，获得一枚银牌。他也曾参加2016年和2020年夏季奥运会。